# 14104 Делпіно
14104 Делпіно (14104 Delpino) — астероїд головного поясу, відкритий 2 жовтня 1997 року.
Тіссеранів параметр щодо Юпітера — 3,182.